# Dipoena cordiformis
Dipoena cordiformis là một loài nhện trong họ Theridiidae.
Loài này thuộc chi Dipoena. Dipoena cordiformis được Eugen von Keyserling miêu tả năm 1886.